# آغ‌دام
آغ‌دام (ترکی آذربایجانی: Ağdam) شهر متروکه ای در جمهوری آذربایجان است. جمعیت این شهر بر اساس سرشماری سال ۱۹۸۹ میلادی، ۲۸٬۰۳۱ نفر و بر اساس سرشماری سال ۲۰۱۸ میلادی، ۳۹٬۴۵۱ نفر بود.